# Озорные парни
«Озорные парни» (Непослушные ребята) (иер. трад. 扭計雜牌軍, упр. 扭计杂牌军, кант.-рус.: Нау кай чап пхай куань, англ. Naughty Boys) — комедийный боевик 1986 года о приключениях четырёх друзей, вышедших из тюрьмы. Фильм срежиссировал Уэллсон Чинь по сценарию Чун Кукфона и Эдварда Тана. В главных ролях выступили Кара Хуэй, Карина Лау и Марс.

## Сюжет
Четверо друзей-бандитов сидят в тюрьме, но мечтают, как выйдут на свободу и поделят оставшиеся с последнего «дела» бриллианты. По стечению обстоятельств одного из них — Камсина выпускают раньше других, но представьте себе удивления парня, когда по прибытии на место «захоронения» награбленного он не находит ничего, кроме кучи камней. Причём проблема не только в том, что от мечты о миллионах ему придётся отказаться — его сообщники уверены, что он прикарманил деньги и не хочет ни с кем делиться...

## В ролях
- Кара Хуэй — Кюнь, кузина Камсина
- Карина Лау — Бони, офицер полиции
- Марс — Чён Камсин
- Кларенс Фок[кит.] — Лён
- Билли Лау[кит.] — детектив Фук
- Пол Чжан[фр.] — Чань Чхунпак
- Филлип Коу — Ма Фай
- Ло Ман[кит.] — Фок Кён
- Тхай Поу[кит.] — Вон Пиу
- Чарли Чхоу[кит.] — подчинённый Чхунпака
- Чю Тхитво[кит.] — Кам Тайчи
- Тхай Сань — головорез Чхунпака
- Синь Хоуин[кит.] — головорез Чхунпака
- Стэнли Фун[кит.] — глава детективного агентства
- Лёй Фон[кит.] — грабитель (камео)
- Майкл Лай[кит.] — грабитель (камео)
- Рики Хёй — таксист (камео)
- Фрут Чань[кит.] — сотрудник турагентства (камео)
- Джеки Чан — заключённый (камео, в титрах не указан)

## Технические данные
- Язык: кантонский
- Продолжительность: 100 мин
- Изображение: цветной
- Плёнка: 35 мм
- Формат: 1.85:1
- Звук: моно

## Отзывы
Кинокритики были едины во мнении, что единственное, что заслуживает внимания в фильме — сцены поединков.